# Alfred N. Phillips

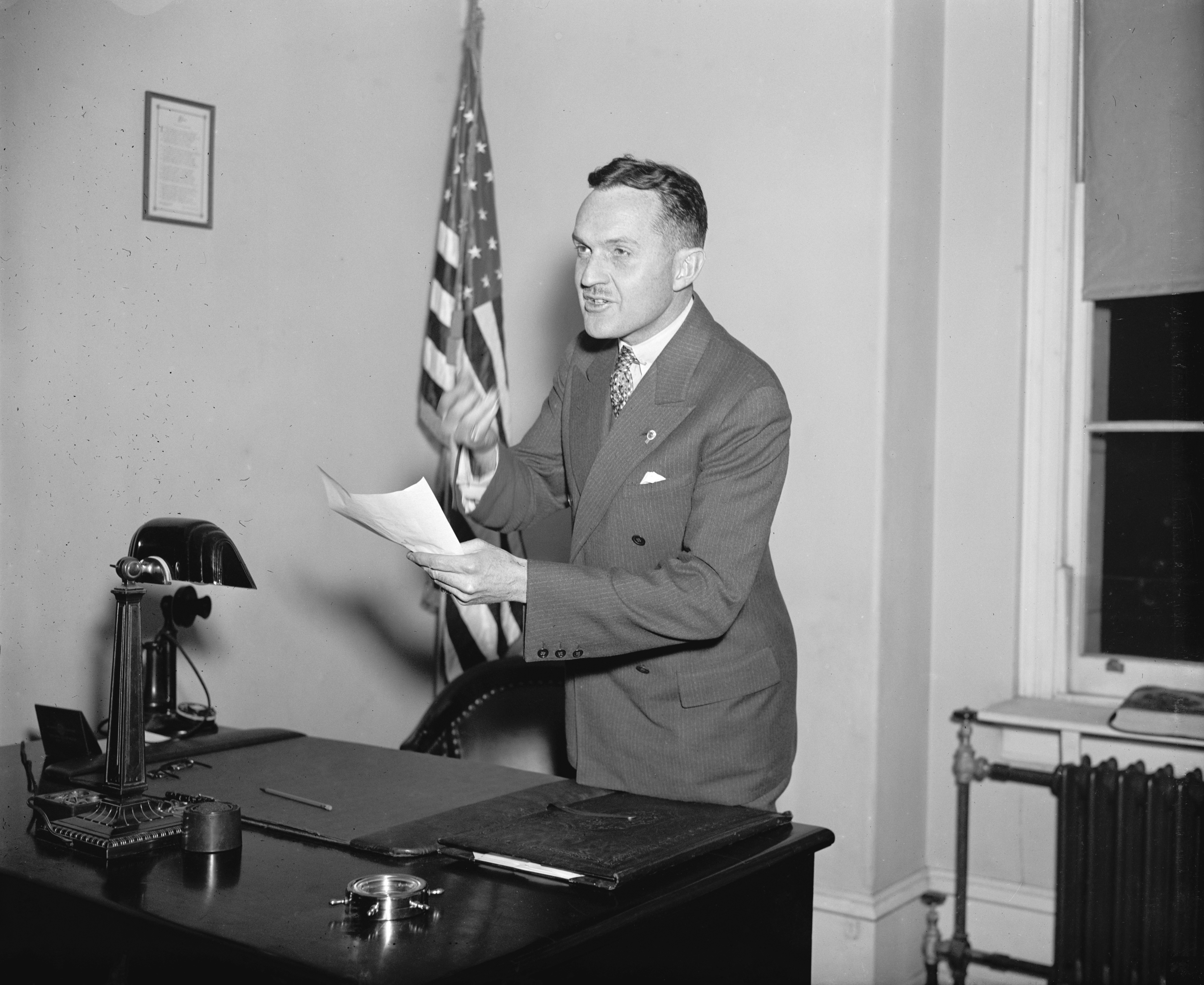
Alfred N. Phillips (1936)

Alfred Noroton Phillips (* 23. April 1894 in Darien, Connecticut; † 18. Januar 1970 in Stamford, Connecticut) war ein US-amerikanischer Politiker. Zwischen 1937 und 1939 vertrat er den Bundesstaat Connecticut im US-Repräsentantenhaus.

## Werdegang
Alfred Phillips besuchte die öffentlichen Schulen seiner Heimat sowie die Betts Academy in Stamford und die Hotchkiss School in Lakeville. Danach studierte er bis 1917 an der Yale University. Während des Ersten Weltkrieges war er als Oberleutnant der Feldartillerie der US-Armee in Europa eingesetzt. Nach seiner Rückkehr zog er nach Stamford. Bis 1923 war er bei der Charles H. Phillips Chemical Co. angestellt, bei der er auch schon vor dem Krieg tätig gewesen war. Danach gab er in Darien eine Zeitung heraus. Politisch war Phillips Mitglied der Demokratischen Partei. Zwischen 1923 und 1936 amtierte er mehrfach als Bürgermeister von Stamford. Von 1928 bis 1933 war er als Major Mitglied der Nationalgarde seines Staates. Im Jahr 1919 leitete er die Veteranenorganisation American Legion in Connecticut. Phillips war auch Mitglied im Staatsvorstand seiner Partei.
Bei den Kongresswahlen des Jahres 1936 wurde Phillips im vierten Wahlbezirk von Connecticut in das US-Repräsentantenhaus in Washington, D.C. gewählt. Dort trat er am 3. Januar 1937 die Nachfolge des Republikaners Schuyler Merritt an. Da er aber bereits bei den folgenden Wahlen im Jahr 1938 gegen Albert E. Austin verlor, konnte er bis zum 3. Januar 1939 nur eine Legislaturperiode im Kongress absolvieren. In dieser Zeit wurden weitere New-Deal-Gesetze im Kongress verabschiedet.
Nach dem Ende seiner Zeit im US-Repräsentantenhaus widmete sich Phillips wieder seiner Verlegertätigkeit in Darien. Außerdem betrieb er in Cecilton (Maryland) eine Milchfarm. Zwischen 1942 und 1944 war Phillips während des Zweiten Weltkrieges Hauptmann der Militärpolizei. Dabei war er in Nordafrika eingesetzt. Alfred Phillips starb am 18. Januar 1970 in Stamford und wurde in Cecilton beigesetzt.